# مقصف

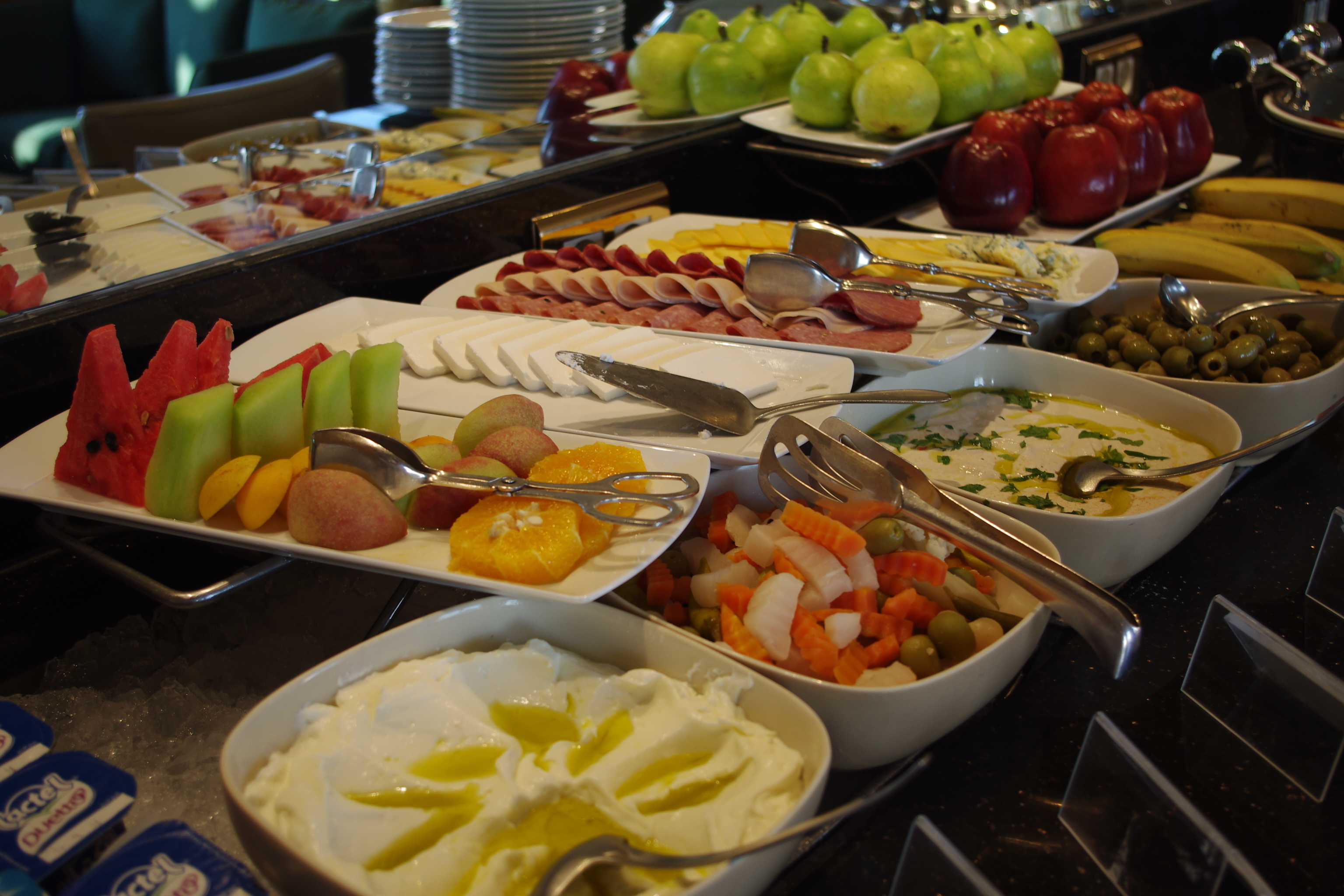
مقصف الفطور.

المقصف (الجمع: مَقَاصِف) أو المائدة المفتوحة هو اسم مكان من قصَفَ وهو مَحَلٌّ عُمُومِيٌّ لِلأَكْلِ والشُّرْبِ واللَّهْوِ فِي أَوْقَاتِ الفَرَاغِ وهو مكان يُخَصّصُ لِتناول الطعام و الشراب، وقد يكون خاصًّا ، كما في مقاصِف الأعراس أو عامًّا كما في مقاصِف النَّوادِي.

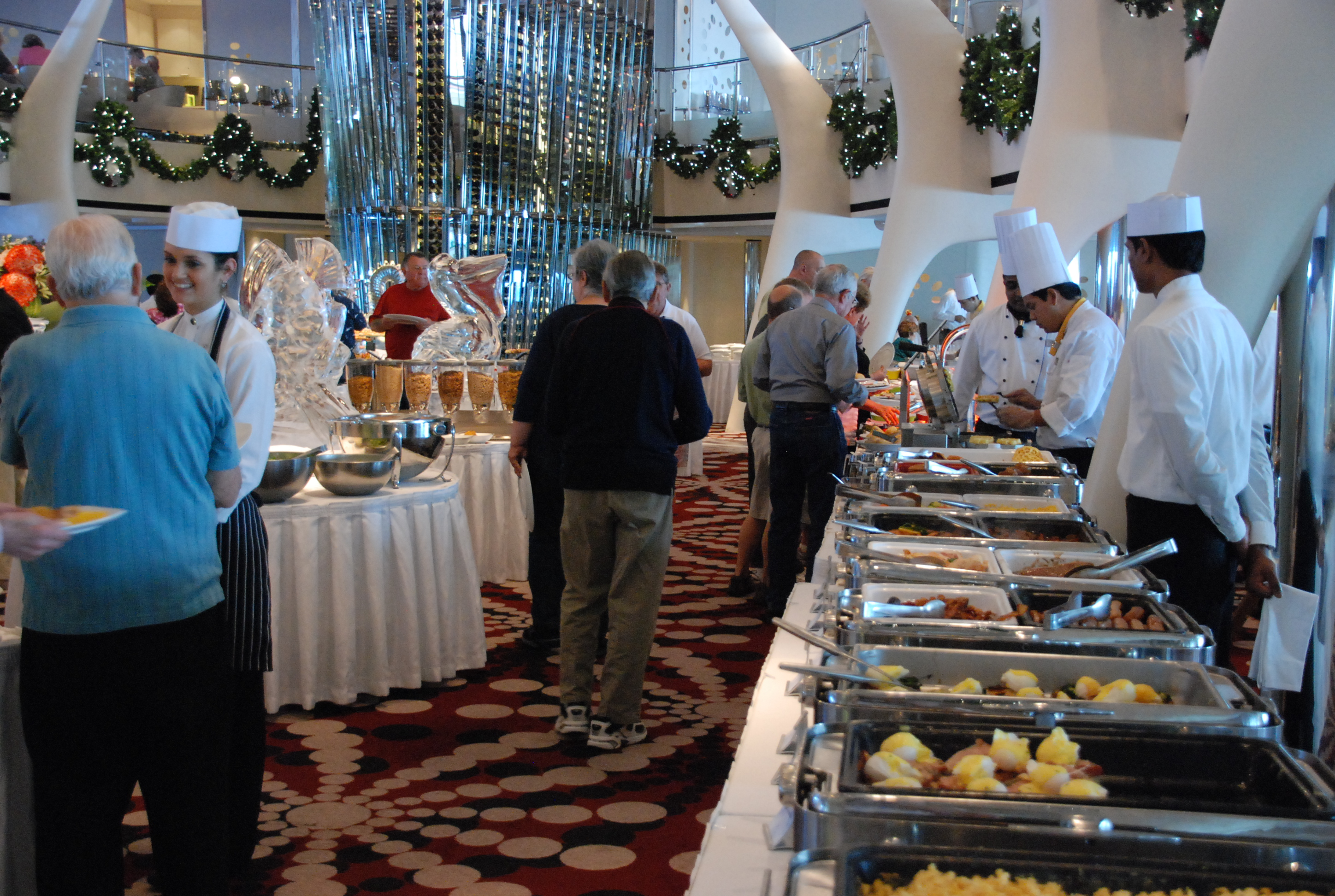
مقصف لبيع الطعام.

## معرض صور

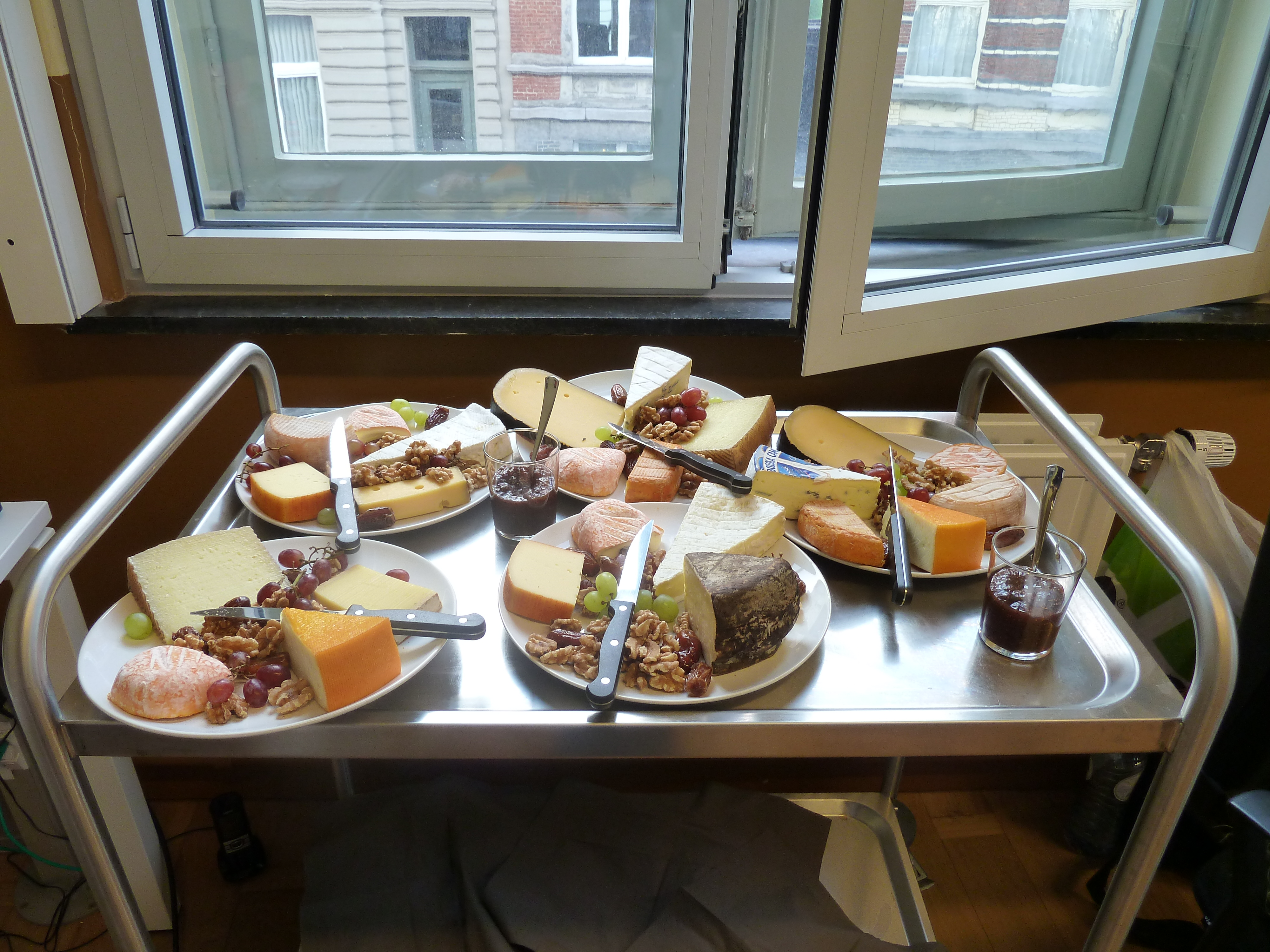
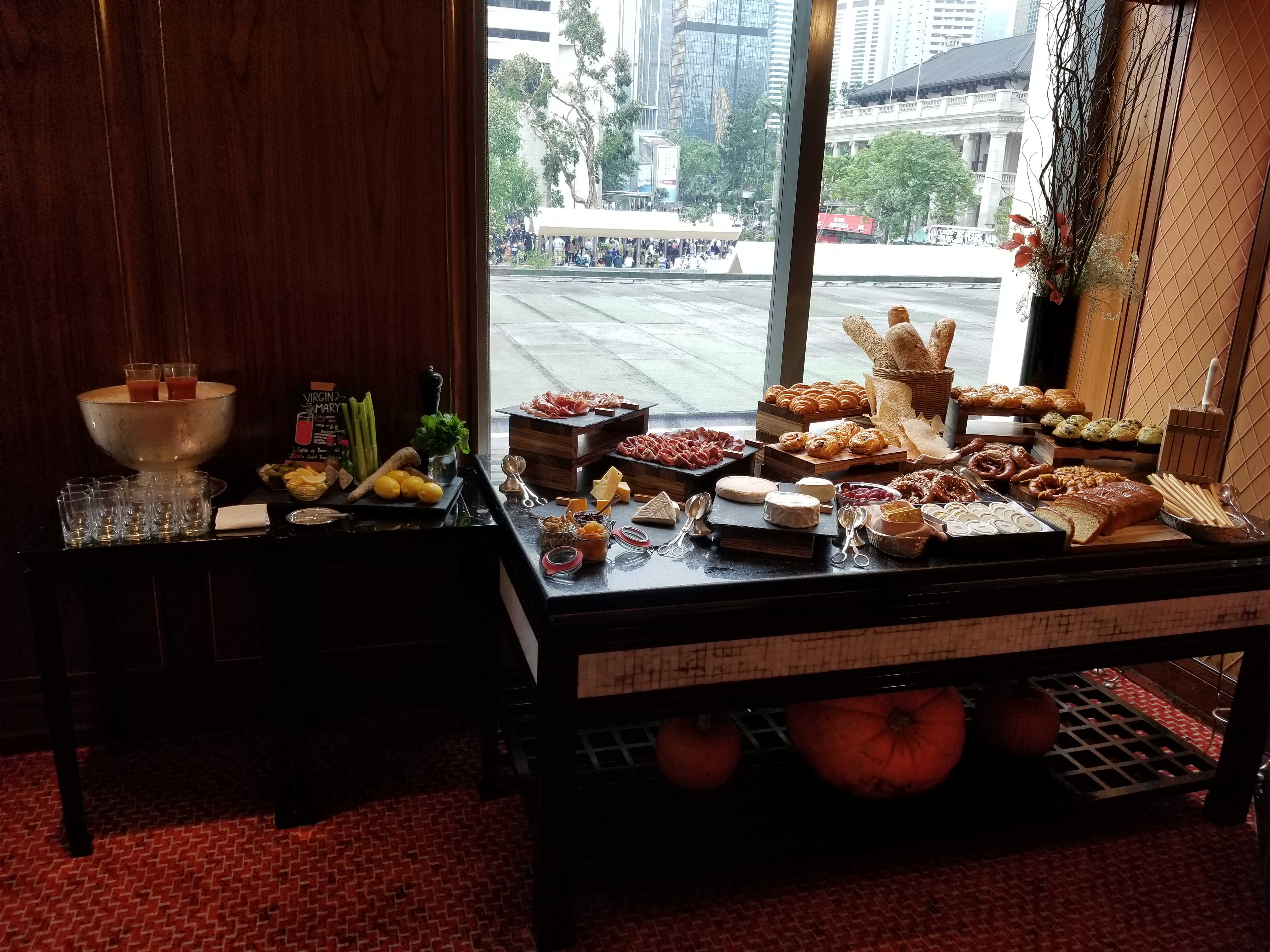
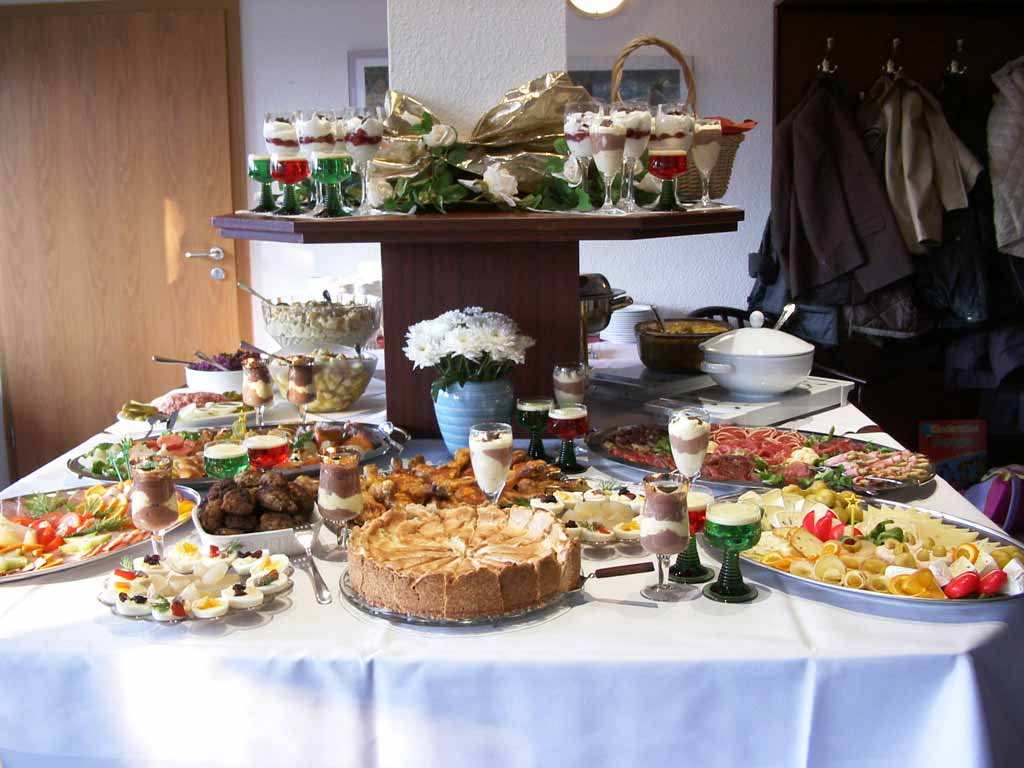
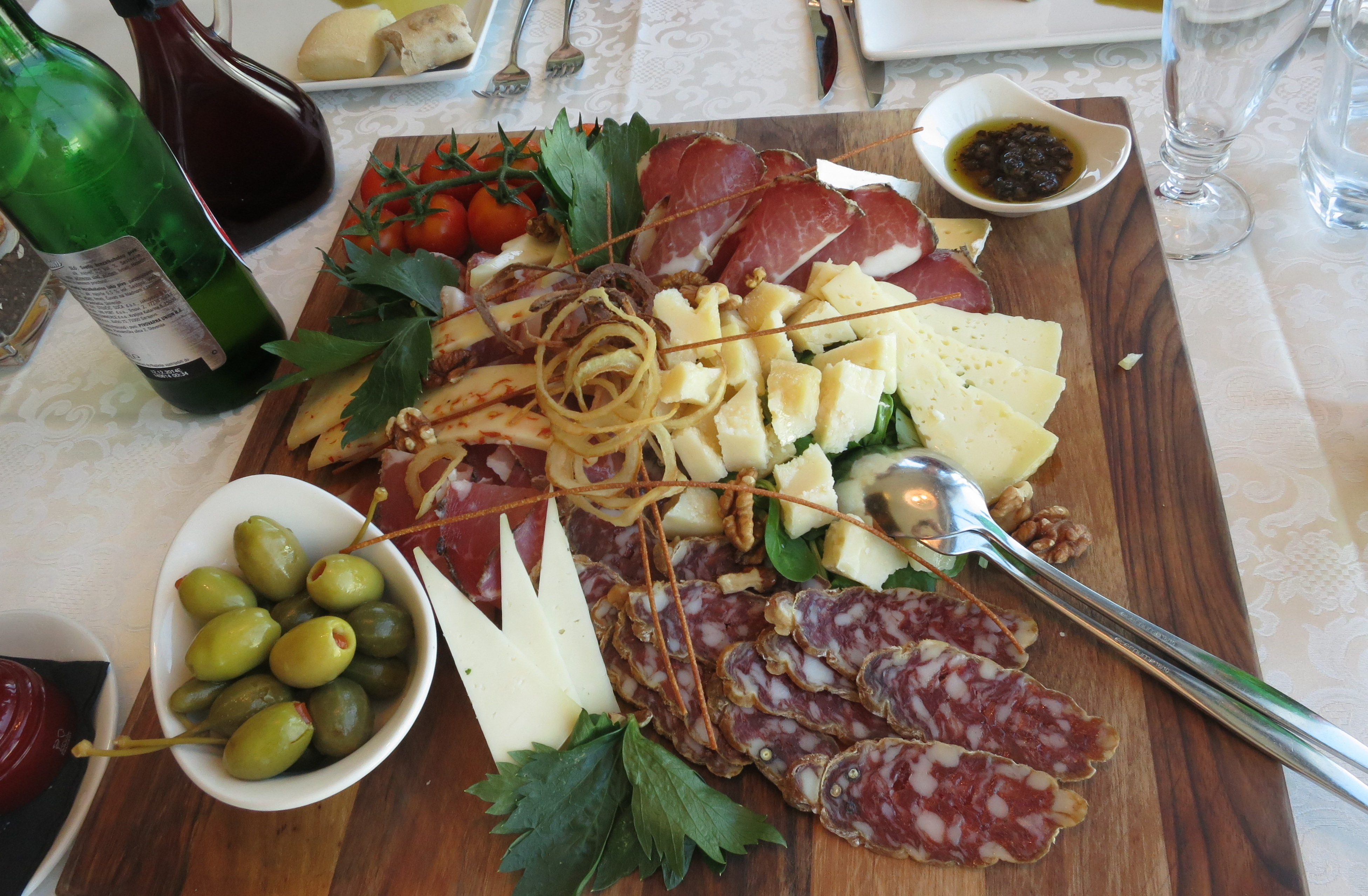
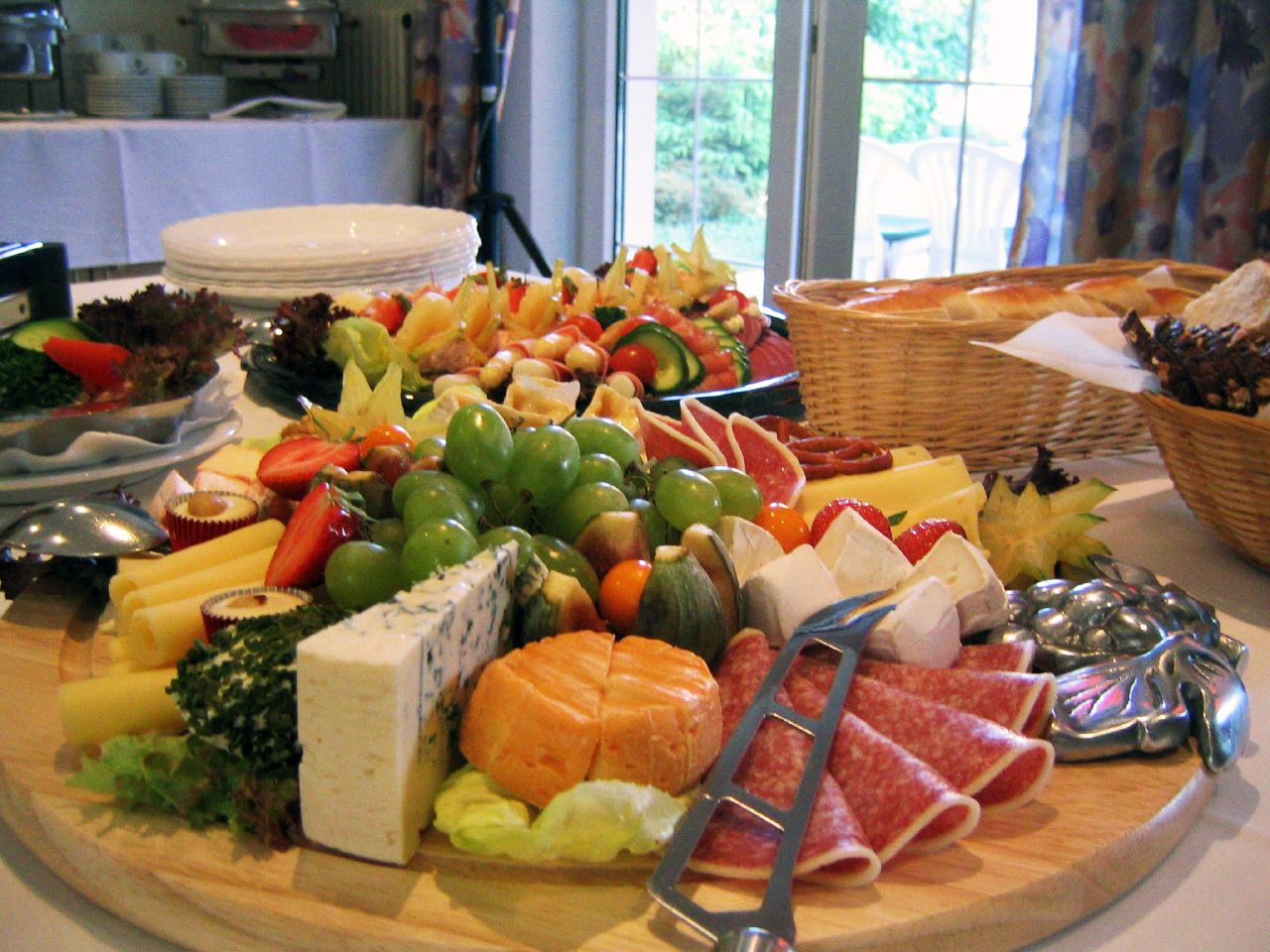
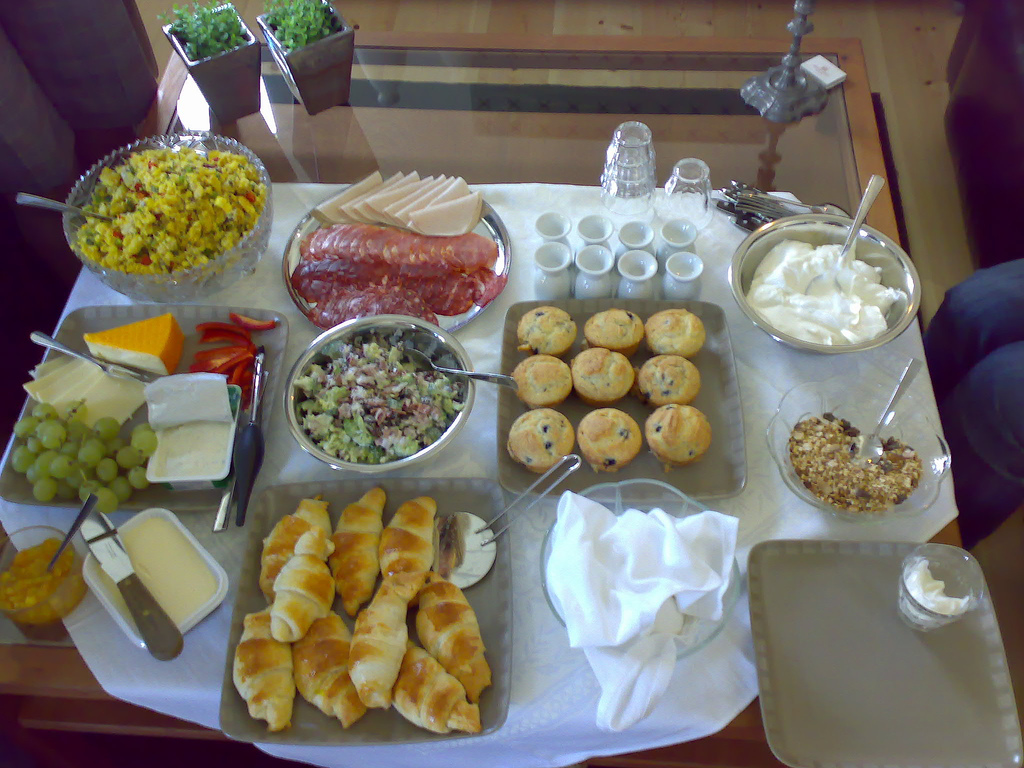